# Дмитриевка (Городищенский район)
Дмитриевка — хутор в Городищенском районе Волгоградской области России. Входит в состав Карповского сельского поселения.

## История
По состоянию на 1935 год Дмитриевка являлась административным центром и единственным населённым пунктом Дмитриевского сельсовета Городищенского района Нижне-Волжского края.
На основании Решения исполкома облсовета от 09 июля 1953 года № 24/1600 в Дмитриевка была включена в состав Карповского сельсовета. В период с 1963 по 1977 годы хутор входил в состав Калачёвского района. В 1977 году Дмитриевка вновь была включена в состав Городищенского района.

## География
Хутор находится в южной части Волгоградской области, в степной зоне, при балке Рассыпная, на расстоянии примерно 37 километров (по прямой) к западу от посёлка Городище, административного центра района. Абсолютная высота — 88 метров над уровнем моря.
Часовой пояс
Хутор Дмитриевка, как и вся Волгоградская область, находится в часовой зоне МСК (московское время). Смещение применяемого времени относительно UTC составляет +3:00.

## Население
| 2010 |
| ---- |
| 109  |

Гендерный состав
По данным Всероссийской переписи населения 2010 года в гендерной структуре населения мужчины составляли 51,4 %, женщины — соответственно 48,6 %.
Национальный состав
Согласно результатам переписи 2002 года, в национальной структуре населения русские составляли 71 %.

## Улицы
Уличная сеть хутора состоит из двух улиц (ул. Степная и ул. Центральная).